# Old Tjikko

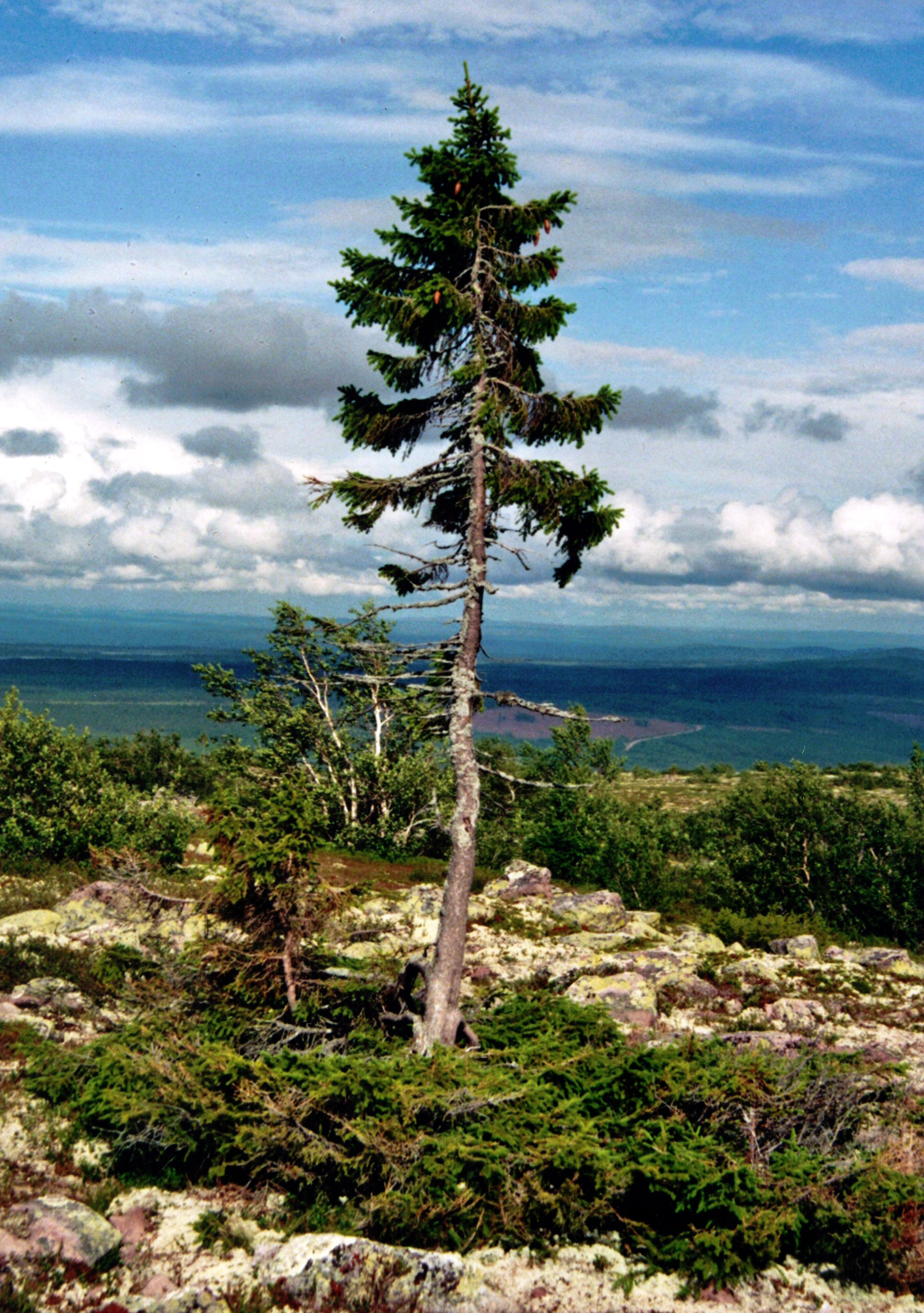
Old Tjikko

Old Tjikko – genet świerka pospolitego rosnący w Parku Narodowym Fulufjället w Szwecji. Nazwę nadał jego odkrywca, Leif Kullman, upamiętniając swojego psa. Drzewo ma 5 m wysokości. W sąsiedztwie stwierdzono pozostałości genetycznie identycznych pędów należących do tego samego osobnika znajdujące się w różnym stadium rozkładu. Najstarsze fragmenty pochodzą sprzed 9550 lat. Sukcesywnie zamierające pędy nadziemne zastępowane są u tego osobnika kolejnymi odroślami. Ocenia się, że współczesny, drzewiasty pokrój rośliny jest wynikiem ocieplenia klimatu trwającego od początków XX wieku, bowiem dawniej świerk ten rósł w formie krzewiastej zwanej krummholz (niem. „wygięte drzewo”).